# Emilia Pelgander
Emilia Helena Pelgander, född 3 mars 2004, är en svensk fotbollsspelare som spelar för FC Rosengård, på lån från Leicester City. Hennes far, Jonas Pelgander, är en före detta fotbollsspelare i bland annat Örebro SK och hennes syster, Elsa Pelgander, är också en fotbollsspelare.

## Karriär
Pelganders moderklubb är Adolfsbergs IK. I december 2019 värvades hon av KIF Örebro. Pelgander tävlingsdebuterade den 23 februari 2020 i en 4–1-vinst över Mallbackens IF i Svenska cupen, där hon blev inbytt i den 76:e minuten mot Cajsa Åkerberg. Pelgander debuterade i Damallsvenskan den 24 juli 2020 i en 0–6-förlust mot FC Rosengård, där hon blev inbytt i den 79:e minuten mot Heidi Kollanen. Pelgander blev då den förste spelaren född 2004 att spela i Damallsvenskan. Hon spelade totalt sex ligamatcher under säsongen 2020.
I december 2020 förlängde Pelgander sitt kontrakt i KIF Örebro med två år. I oktober 2021 förlängdes hennes kontrakt i klubben fram över säsongen 2023.
I januari 2024 värvade Pelgander av engelska Leicester City, där hon skrev på ett 3,5-årskontrakt. I januari 2025 lånas Pelgander ut från Leicester City till det allsvenska laget FC Rosengård.